# Podvin, Žalec
Podvin este o localitate din comuna Žalec, Slovenia, cu o populație de 345 de locuitori.